# Шеверли (Мериленд)
Шеверли (енгл. Cheverly) град је у америчкој савезној држави Мериленд.

## Демографија
По попису из 2010. године број становника је 6.173, што је 260 (-4,0%) становника мање него 2000. године.
| Група             | 2000.         | 2010.         |
| Белци             | 2.003 (31,1%) | 1.752 (28,4%) |
| Афроамериканци    | 3.653 (56,8%) | 3.526 (57,1%) |
| Азијати           | 161 (2,5%)    | 102 (1,7%)    |
| Хиспаноамериканци | 435 (6,8%)    | 651 (10,5%)   |
| Укупно            | 6.433         | 6.173         |